# Glenfinnan Monument
Glenfinnan Monument er et fredet monument ved Loch Shiel i Glenfinnan, Skotland, der blev opført i 1814 dedikeret til Highlanders, der kæmpede for at støtter jakobitteroprøret i 1745.
I 1814 var jakobitterne ikke længere en politisk trussel for Hannover-monarkiet. Alexander Macdonald of Glenaladale, en mindre gren af Clan Donald, opførte tårnet for at mindes oprøreret for Karl Edvard Stuart. Tårnet, der er 18 m højt blev tegnet af den skotske arkitekt James Gillespie Graham. I 1835 blev der tilføjet en statue på toppen af en ukendt Highlander, udført af John Greenshields, som på dette tidspunkt omtalte figuren som Karl Edvard Stuart.
Monumentets placering i Glenfinnan blev gjort mulig da en ny vej (nu A830), blev anlagt af Thomas Telford og åbnede i 1812, mellem Fort William og Arisaig.
Siden 1938 har monumentet været ejet af National Trust for Scotland, der også har anlagt besøgscenter, information og udstillinger. Tårnet er også en monument dedikeret til Alexander Macdonald, der døde inden det stod færdig. Jakobitter-tilhængere mødes ved tårnet hvert år d. 19. august for at mindes oprøret i 1745.
Fra monumentet er der udsigt til Glenfinnanviadukten.